# Neorgyia ochracea
Neorgyia ochracea är en fjärilsart som beskrevs av Bethune-Baker 1908. Neorgyia ochracea ingår i släktet Neorgyia och familjen tofsspinnare. Inga underarter finns listade i Catalogue of Life.